# مجلس بستان المرج الإقليمي

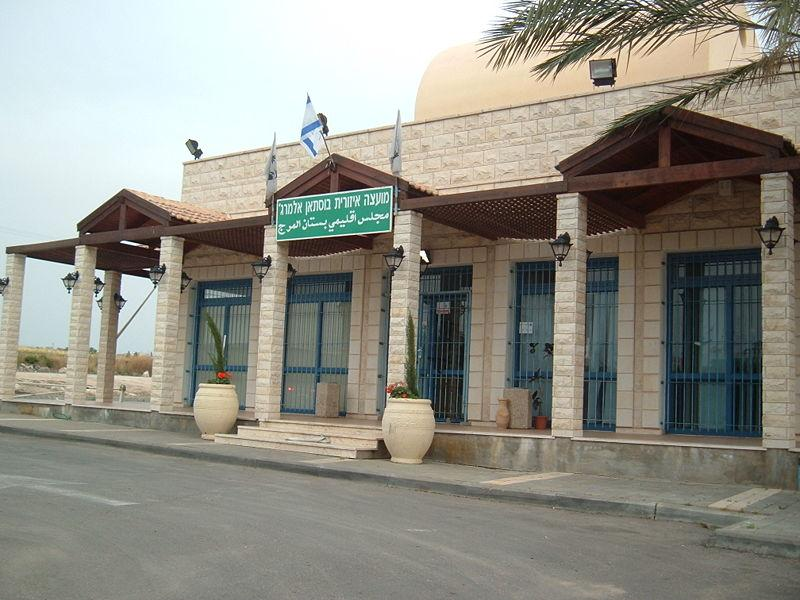

بستان المرج هو مجلس إقليمي في "عيمك يسرائيل"، يضم القرى الأربعة التالية : كفر مصر، قرية سولم، قرية نين وقرية الدحي . هذه القرى بغالبيتها العظمى تابعة لعائلة زُعبي .أقيم مجلس بستان المرج، عام 1994 حيث قام بإدارته في البداية وزير الداخلية .
عام 2002 عُقدت الإنتخابات الأولى في بستان المرج، واختير أحمد زعبي رئيسا لإدارة المجلس. أما في عام 2009، فقد عينت لجنة إدارة، بسبب التقصيرات العديدة في سير عمل المجلس، والعجز الذي كان بنسبة 35٪ تقريبا من إيرادات المجلس .
وفي عام 2013 تولى يعقوب زوهر المنصب الإداري من قبل وزارة الداخلية.
في تاريخ 2 شباط، 2014 أجريت انتخابات المجلس الاقليمي المحلي، والتي ضمت كل من المرشحين البارزين:أحمد زعبي وعبد الكريم زعبي. اللذين فازا بالانتخابات، واتفقا على أن تكون إدارة المجلس الإقليمي مشتركة بينهما، فعُيّن أحمد زعبي كرئيس للمجلس ، وعبد الكريم زعبي نائبا له.
حسب معطيات مركز الإحصائيات، ضم المجلس الإقليمي بستان المرج نحو 8137 نسمة، حتى عام 2021. وحسب معطيات نفس المركز المذكور، دُرج المجلس الإقليمي في المرتبة 2 من 10 من الناحية الاجتماعية والاقتصادية .
نسبة الحاصلين على شهادة الثانوية العامة ( شهادة التوجيهي بالعبرية:בגרות) في سنة (2013-2014) بلغت 48.6%، ومتوسط الراتب الشهري للموظف سنة 2013 هو 5778 شاقل (المتوسط العام : 8347 شاقل ).
| الرقم | الطابع العام للبلدة | البلدة  | سنة الإقامة            |
| 1     | قرية                | الدحي   | القرن الثامن عشر       |
| 2     | قرية                | كفر مصر | القرن الثامن عشر       |
| 3     | قرية                | نين     | نهاية القرن الثامن عشر |
| 4     | قرية                | سولم    | القرن الثامن عشر       |